# 코스타리카의 국가

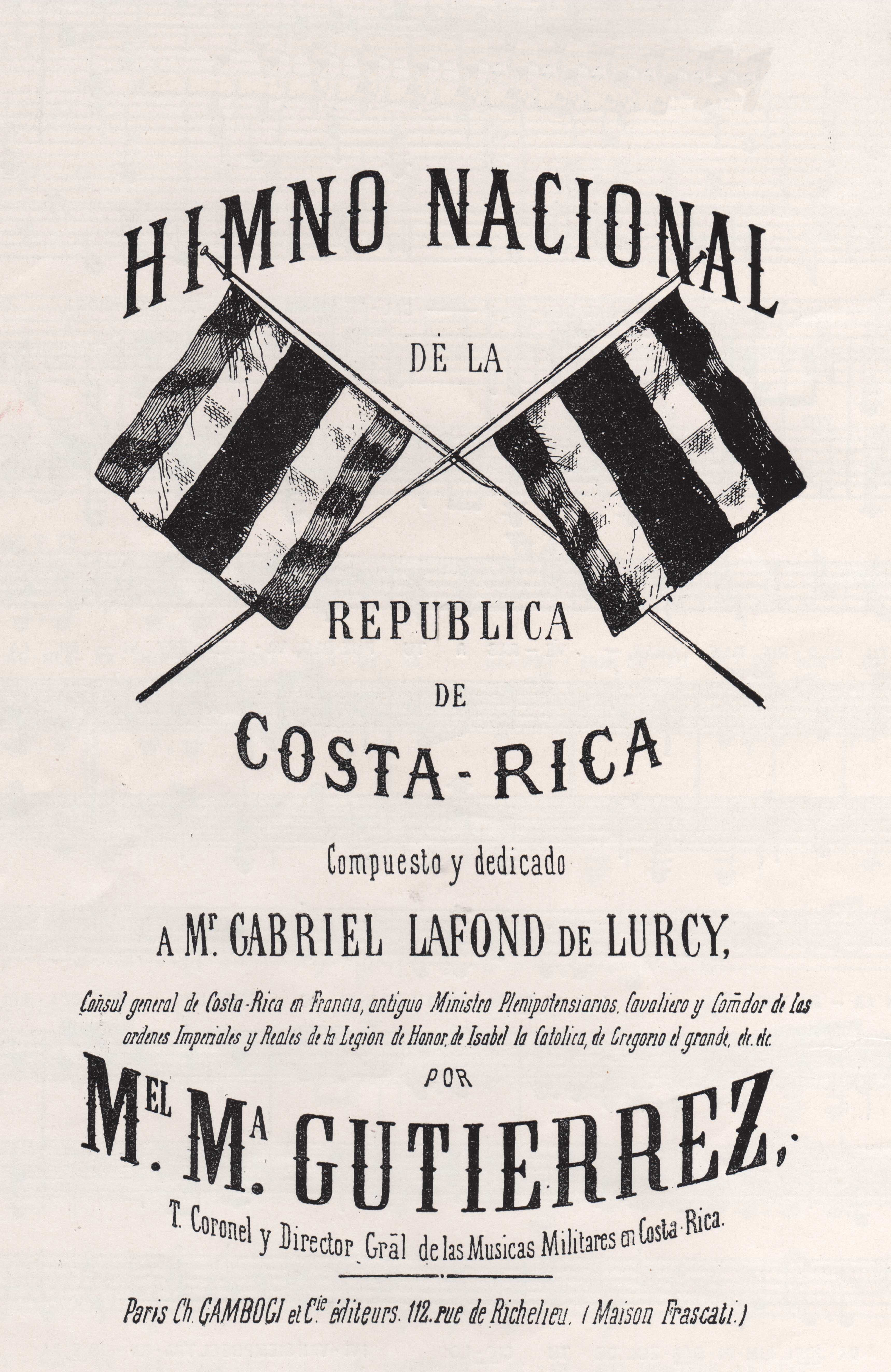

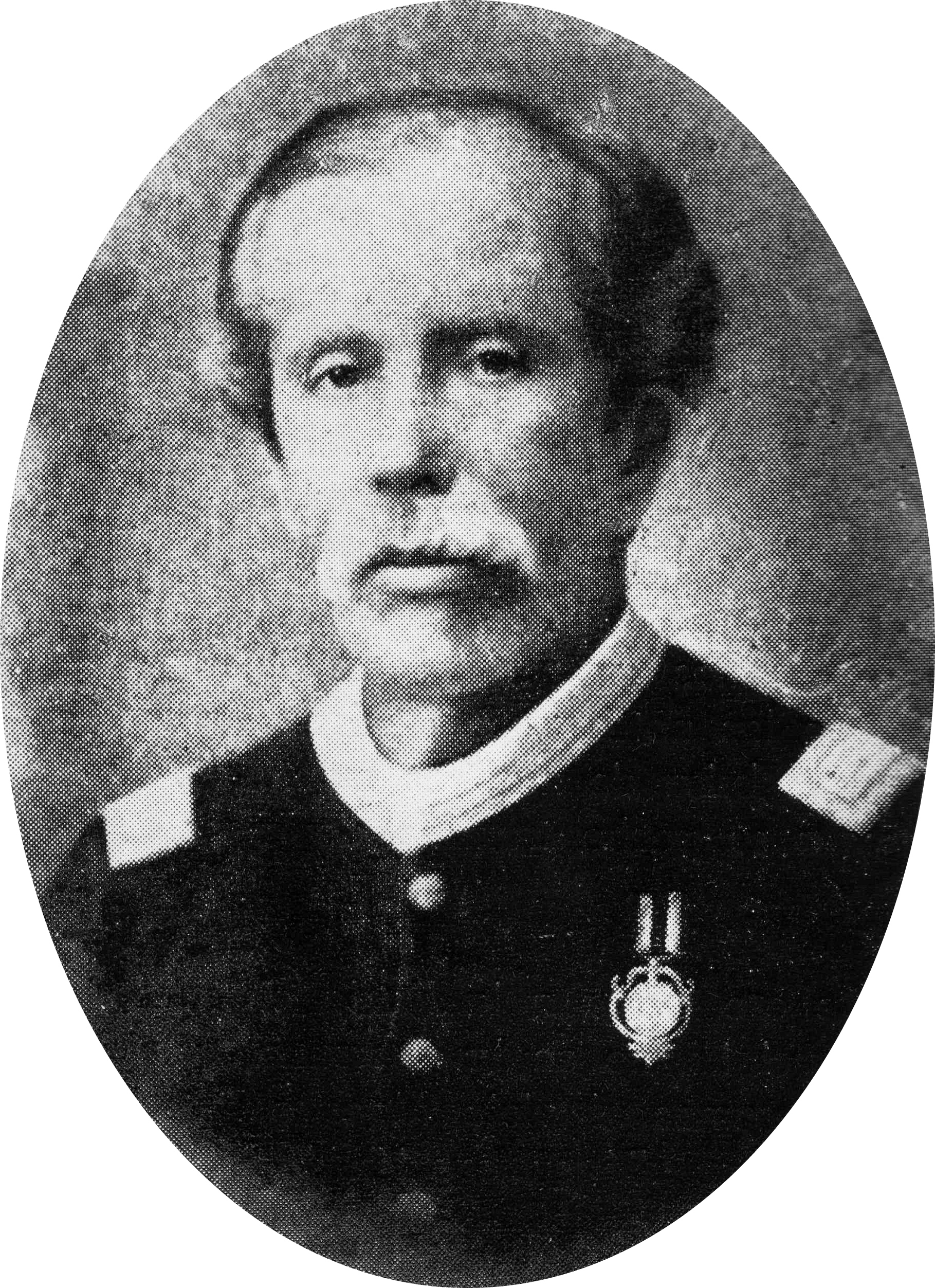
이 곡을 작곡한 마누엘 마리아 구티에레스

고귀한 고국, 아름다운 깃발(스페인어: Noble patria, tu hermosa bandera)은 코스타리카의 국가이다. 1853년 마누엘 마리아 구티에레스가 작곡한 곡에 1900년, 호세 마리아 셀레돈이 시를 붙여 국가로 지정하였다.

## 스페인어가사
Noble patria, tu hermosa bandera 

expresión de tu vida nos da; 

bajo el límpido azul de tu cielo 

blanca y pura descansa la paz. 

En la lucha tenaz, de fecunda labor 

que enrojece del hombre la faz, 

conquistaron tus hijos labriegos sencillos 

eterno prestigio, estima y honor. 

¡Salve, o tierra gentil! 

¡Salve, o madre de amor! 

Cuando alguno pretenda tu gloria manchar, 

verás a tu pueblo valiente y viril, 

la tosca herramienta en arma trocar. 

Salve oh Patria tú pródigo suelo, 

dulce abrigo y sustento nos da; 

bajo el límpido azul de tu cielo 

¡vivan siempre el trabajo y la paz! 

## 한국어해석
고귀한 고국, 아름다운 깃발!

우리가 당신의 인생을 뜻한다네.

그대의 푸른 하늘 아래에

하얀색과 순수한 평화가 군림한다네.

끈질긴 투쟁의 노동을 통해

그대의 얼굴은 붉게 타오른다네.

그대의 아들에서, 간단한 농사에서

영원한 신념, 명예와 존경을 수확했다네.

조용한 고국에 경례!

사랑의 어머니에게 경례!

누군가가 그대의 명예를 불명예스럽게 한다면

그대의 자손들은 단호하게 용감하게 된다네.

소박한 도구도 무기로 변한다네.

조국 만세! 그대의 기름진 땅!

언제나 우리가 살아갈 수 있는 양식과 피난처를 준다네.

그대의 푸른 하늘 아래에서는

평화와 노동이 살아 있다네!